# Hoshihananomia kusuii
Hoshihananomia kusuii is een keversoort uit de familie spartelkevers (Mordellidae). De wetenschappelijke naam van de soort is voor het eerst geldig gepubliceerd in 1975 door Nomura.